# Vada (India)
Vada è una suddivisione dell'India, classificata come census town, di 14.291 abitanti, situata nel distretto di Thane, nello stato federato del Maharashtra. In base al numero di abitanti la città rientra nella classe IV (da 10.000 a 19.999 persone).

## Geografia fisica
La città è situata a 19° 38' 60 N e 73° 7' 60 E e ha un'altitudine di 37 m s.l.m..

## Società

### Evoluzione demografica
Al censimento del 2001 la popolazione di Vada assommava a 14.291 persone, delle quali 7.477 maschi e 6.814 femmine. I bambini di età inferiore o uguale ai sei anni assommavano a 1.777, dei quali 932 maschi e 845 femmine. Infine, coloro che erano in grado di saper almeno leggere e scrivere erano 10.254, dei quali 5.749 maschi e 4.505 femmine.